# Graziella Moretto
Pour les articles homonymes, voir Moretto.
Graziella Moretto (parfois écrit Graziela Moretto) est une actrice brésilienne, née le 15 mai 1972 à Santos.

## Filmographie

### Actrice

#### Cinéma
- 2000 : Mater Dei
- 2001 : Domésticas : Roxane (en tant que Graziela Moretto)
- 2002 : La Cité de Dieu de Fernando Meirelles et Kátia Lund  : Marina Cintra
- 2003 : O Martelo de Vulcano : Hipácia (en tant que Graziela Moretto)
- 2003 : Speaker Phone : Karina
- 2007 : Não Por Acaso : Mônica (en tant que Graziela Moretto)
- 2007 : O Signo da Cidade : Mônica (en tant que Graziela Moretto)
- 2008 : Feliz Natal : Fabi (en tant que Graziela Moretto)

#### Courts-métrages
- 2002 : Ursa Minor
- 2006 : O Bolo de Morango : (en tant que Graziela Moretto)
- 2017 : The Case of J.

#### Télévision

##### Séries télévisées
- 2000 : Aquarela do Brasil : Calu
- 2001 : Estrela-Guia : Heloisa Lima (en tant que Graziela Moretto)
- 2002 : Ilha Rá-Tim-Bum : Hipácia (en tant que Graziela Moretto)
- 2002 : La cité des hommes : Mae do João Victor
- 2002-2003 : Os Normais : Maristela / Patricia
- 2004 : A Diarista : Naema
- 2004 : Au cœur du péché : Beki
- 2005 : A Grande Família : Kely
- 2005 : Carga Pesada : Marinês
- 2006 : Belíssima : Madalena
- 2006-2007 : Minha Nada Mole Vida : Fabiane Mendonça
- 2006-2007 : Paixões Proibidas : Angela
- 2007 : O Sistema : Regina
- 2008 : Casos e Acasos : Suzana
- 2008 : Dicas de um Sedutor : Carolina Viana
- 2008-2009 : Três Irmãs : Valéria

### Parolière
- 2006 : Pé na Jaca (série télévisée)